# Синый-ванху
Синый-ванху́ (хангыль: 신의왕후 한씨, ханча: 神懿王后 韓氏; 1337 — 21 октября 1391) — первая жена корейского правителя Ли Сонге (Тхэджо), известного как основатель и первый ван Чосона. Она была матерью двух следующих правителей (ванов) Чосона: Чонджона и Тхэджона.
Личное имя женщины неизвестно, её называли по фамилии отца: до замужества — дева Хан, впоследствии дама (госпожа) Хан или по титулу. Её титул переводят как королевская супруга или королева-консорт. Впервые ей был присвоен титул королевы Чхоль (절비, 節妃) уже после смерти — в 1393 году. После того как её второй сын (Ли Банхва) занял чосонский престол, она была посмертно удостоена титула королевы Синый (신의왕후, 神懿王后). В 1899 году, после основания Корейской империи, её посмертно титуловали верховной императрицей Синый (신의고황후, 神懿高皇后).

## Жизнеописание

### Ранние годы
Будущая королева Синый родилась на 5-м году правления короля Корё Чхунсука в сентябре 1337 года. Родившаяся в клане Чхонджу Хан, леди Хан была старшим ребенком среди семи детей Хан Гёна и его жены, леди Шин из клана Сакнён Шин.
В некоторых источниках она упоминается как член клана Анбён Хан, который был основан Хан Рёном (한련, 韓漣), потомком в девятом поколении Хан Рана (한란, 韓蘭), прародителем клана Чхонджу Хан.

### Брак и дальнейшая жизнь
В 1351 году, когда ей было 15 лет, она вышла замуж за Ли Сонге, который был на 2 года старше неё. В браке с ним она родила 6 сыновей и 2 дочерей с 1354 по 1370-е годы. Пока Ли Сонге принимал участие в битвах, госпожа Хан занималась домашними делами в его родном городе и помогала[кому?].
Во времена династии Корё мужчинам-аристократам разрешалось иметь двух жён; одна жена была известна как кёнчхо (경처), столичная жена, а вторая жена была известна как хянчхо (향처), сельская жена. В Кэгёне (современный Кэсон) Ли Сонге взял в качестве своей второй жены (кёнчхо) девушку из клана Гоксан Кан, Кан Юнсона. Дама Кан позже стала королевой Хён.
В 1388 году, на 14-м году правления короля У, госпожа Хан оставалась в Джэбёк-донге, Пхочхон, а потом бежала обратно в Тонбук-мён со своими детьми и оставшейся семьей под руководством своего пятого сына Ли Банвона. Это в конечном итоге привело к тому, что она забеспокоилась об угрозе своей жизни и позже скончалась 21 октября 1391 года. Её могила называется Дженын и находится в современном Кэсоне, Северная Корея.

### Послевоенный период
Через год после смерти госпожи Хан её муж основал государство Чосон; таким образом, её муж стал ваном (королём), а её дети стали принцами и принцессами.
Во время второго года правления вана Тхэджо в 1393 году ей посмертно был присвоен титул королевы Чоль (절비, 節妃; Чольби означает «верная супруга»). В 1398 году, в первый год правления своего второго старшего сына, вана Чонджона, дама Хан была удостоена звания королевы Синый (신의왕후, 神懿王后).
После смерти королевы Хён пятый сын королевы Синый, Ли Банвон, в конечном итоге вместе со своей женой совершил государственный переворот при поддержке принцессы Чоннён, в то время как ван Тхэджо оплакивал свою вторую жену, королеву Синдок. Это событие привело к гибели Чон Доджона и его сторонников, а также двух сыновей покойной королевы Синдок (Ли Банг-Беон, великий принц Муана и Ли Бансока, великий принц Уяна). Этот инцидент стал известен как Первая междоусобица князей.[уточнить]

## Семья
- Отец: Хан Гён, внутренний принц Анчхон (한경 안천부원군, 韓卿 安川府院君)
  - Дедушка: Хан Гю-ин (한규인, 韓珪仁)
    - Прадед: Хань Юй (한유, 韓裕)
      - Прапрадедушка: Хан Ён (한연, 韓淵)
- Мать: Великая леди штата Самхан клана Сакнён Шин (삼한국대부인 삭녕 신씨, 三韓國大夫人 朔寧 申氏)
  - Дедушка: Шин Юн Рё (신윤려, 申允麗)

### Братья и сестры
- Младший брат: Хан Сон Ги, принц Ансан (안산군 한성기, 安山君 韓成己)
- Младший брат: Хан Чан Су, герцог Янджон, принц Анвон (양정공 안원군 한창수) (1365—1440)
- Младший брат: Хан Гым-ган (한금강, 韓金剛) (? — 1433)
  - Невестка: леди Мун из клана Нампён Мун (남평 문씨, 南平 文氏)
- Младший брат: Хан Юн Чжон (한융전, 韓隆田) (1368—1442)
  - Невестка: Леди И (이씨, 李氏)
- Младший брат: Хан Гом, герцог Янджон, принц Анчхон (양정공 안천군 한검, 良精公 安川君 韓劍) (? — 1433)
- Младшая сестра: Леди Хан из клана Чхонджу Хан (한씨, 韓氏)
  - Шурин: Мун Вон-джва из клана Нампён Мун (문원좌, 文原佐)

### Муж
- И Сон Ге, король Чосон Тхэджо (조선 태조 이성계) (27 октября 1335 — 18 июня 1408)
  - Тесть: король Чосона Хванджо (환조대왕) (20 января 1315 — 3 июня 1361)
  - Свекровь: Королева Уихе из клана Ёнхын Чхве (의혜왕후 최씨)

### Дети
- Сын: И Бану, великий принц Чинан (진안대군 이방우) (1354 — 15 января 1394)
  - Невестка: Леди Джи из клана Чхунджу Джи (충주 지씨)
    - Внук: И Бок Гын, принц Боннён (봉녕군 이복근) [10]
    - Внучка: принцесса Кёнхё (경혜옹주)[11][12][13]
      - Правнук: И Вон Чжон (이원증)[14]
      - Правнук: И Хён Чжон (이형증) [15]
- Сын: И Бангва, великий принц Ёнган (영안대군 이방과) (18 июля 1357 г. — 15 октября 1419 г.)
  - Невестка: королева Чонган из клана Кёнджу Ким (정안왕후 김씨) (22 января 1355 — 2 августа 1412)Икан-тэгун
- Сын: И Бан-уй, великий принц Икан (익안대군 이방의) (1360 — 26 сентября 1404)
  - Невестка: Леди Чхве из клана Тонджу Чоэ (동주 최씨)
    - Внук: И Сок Гын, герцог Анрян, Внутренний Принц Ипкён (안량공 익평부원군 이석근)
      - Жена внука: Леди Ким из клана Кёнджу Ким (경주 김씨)
      - Жена внука: леди Ким (김씨)

    - Внучка: принцесса Хоейн (회인현주)
      - Муж внучки: Ким Хан (김한)
        - Правнук: Ким Ю Дон (김유돈)
          - Жена правнука: леди Ким из клана Ёнан Ким (연안 김씨)

        - Правнук: Ким Ю Чжан (김유장)
          - Жена правнука: Леди Шин из клана Пхёнсан Шин (평산 신씨)

        - Правнучка: леди Ким (김씨)
        - Правнучка: леди Ким (김씨)

    - Внучка: леди Йи из клана Чонджу Йи
- Сын: И Банган, великий принц Хоэн (회안대군 이방간) (2 июля 1364 г. — 10 апреля 1421 г.)
  - Невестка: Внутренняя принцесса-консорт Мин из клана Ёхын Мин (삼한국대부인 여흥 민씨, 三韓國大夫人 驪興 閔氏) (? — 1407)
    - Внук: И Мэнг-чжун, принц Уирён (의령군 이맹중) (15 февраля 1385 — 11 июля 1423)
      - Невестка: леди Хан из клана Чхонджу Хан (청주 한씨); дочь Хан Ги (한기, 韓琦)
        - Правнук: И Он, принц Ёнпхён (영평군 이온)

    - Внук: Ли Дэ Сэн (이대생, 李大生) из клана Ансон Ли.

  - Невестка: внутренняя принцесса-консорт Хван из клана Мирьянг Хван
    - Внук: И Тэ, принц Чаннён (창녕군 이태) (1389 — 15 октября 1451)
    - Внучка: принцесса Сонхе (성혜옹주, 誠惠翁主) (? — 1431)
      - Муж внучки: Чо Шин-он (조신언, 趙愼言) из клана Пхёнъян Джо.

    - Внучка: принцесса Шинхе (신혜옹주, 信惠翁主)
      - Муж внучки: Ли Дэ Сэн (이대생, 李大生) из клана Ансон Ли.

    - Внучка: принцесса Янхе (양혜옹주), третья дочь

  - Невестка: принцесса-консорт Гымреунг из клана Кимпо Ким
    - Внук: И Сон, принц Кымсон (금성군 이선) (1409 -?)
    - Внук: И Чон-гун, принц Кымсан (금산군 이중군) (9 февраля 1413 г. — 18 сентября 1478 г.)
      - Жена внука: принцесса-консорт Джо из клана Чанхын Джо (부부인 장흥 조씨) (13 марта 1410 — 29 апреля 1484)
- Сын: И Бан Вон, великий принц Чонган (정안대군 이방원) (13 июня 1367 г. — 30 мая 1422 г.)
  - Невестка: королева Вонгён из клана Ёхын Мин (원경왕후 민씨)
    - Внучка: принцесса Чонсон (정순공주) (1385 — 25 августа 1460)
      - Муж внучки: И Пэк-ган, герцог Чонджоль, внутренний принц Чхонпхён (정절공 청평부원군 이백강) (1381—1451) [16]
        - Правнучка: леди Йи из клана Чхонджу Йи (정경부인 청주 이씨)
          - Муж правнучки: И Ге-рин, герцог Гонму, принц Хансан (1401—1455) (공무공 한산군 이계린)
            - Праправнучка: леди Йи из клана Хансан Йи.

    - Внучка: принцесса Кёнджон (경정공주) (1387 — 6 июня 1455)
      - Муж внучки: Чо Дэ Рим, внутренний принц Пхёнъяна (평양부원군 조대림) (1387—1430)
        - Правнучка: Леди Джо (조씨)
        - Правнучка: Леди Джо (조씨)
        - Правнучка: Леди Джо (조씨)
        - Правнучка: Леди Джо (조씨) [17]
        - Правнук: Чо Му Ён (조무영)
          - Жена правнука: леди Нам из клана Уирён Нам.

    - Внучка: принцесса Кёнган (경안공주) (1393 — 30 мая 1415)
      - Муж внучки: Гвон Гю, принц Гильчанг (길창군 권규) (1393—1421) [18]
        - Правнук: Гвон Дам (권담) (? — 1439)
          - Жена правнука: Леди Пак из клана Хамьянг Пак (함양 박씨)
          - Жена правнука: леди Чон из клана Ёниль Чжон (연일 정씨)

        - Правнук: Гвон Чонг, герцог Ёнджон (영정공 권총) (1413—1480)
          - Жена правнука: леди Чхве из клана Чонджу Чхве (전주 최씨)

    - Внук: И Дже, великий принц Яннён (양녕대군 이제) (1394 — 7 сентября 1462)
      - Жена внука: принцесса-консорт Сусон из клана Квансан Ким (수성부부인 광산김씨)
        - Правнук: И Гэ, герцог Хуань, принц Сунсон (? — 2 сентября 1462 г.) (희안공 순성군 이개)
          - Жена правнука: леди Шин (신씨) (? — 27 ноября 1453 г.)

        - Правнук: И По, герцог Ян, принц Хамьянг (이안공 함양군 이포) (1417 — 21 июня 1475)
          - Жена правнука: принцесса-консорт Тэин из клана И (태인군부인 이씨)

        - Правнук: И Хе, принц Сосан (이혜 서산군) (? — 10 апреля 1451 г.)
          - Жена правнука: принцесса-консорт Янчхон из клана Ким (양천현부인 김씨) (? — 5 июня 1464 г.)

        - Правнучка: принцесса Ёнчхон (영천군주) (1412 — 5 апреля 1442)
        - Правнучка: леди Йи из клана Чонджу Йи.
        - Правнучка: принцесса Ёнпхён (영평현주)
          - Муж правнучки: Ким Чхоль Гюн (김철균)

        - Правнучка: леди Йи из клана Чонджу Йи.
          - Муж правнучки: Пак Су Чжон (박수종)

        - Правнучка: принцесса Джэрён (재령군주) (? — 1444)
          - Муж правнучки: И Джа (이자)

    - Внук: И Бо, великий принц Хёрён (효령대군 이보) (6 января 1396 г. — 12 июня 1486 г.)
      - Жена внука: великая принцесса-консорт Есон из клана Хэджу Чжон (예성부부인 해주 정씨) (1394—1470)
        - Правнук: И Че, принц Ыйсон (1411—1493) (의성군 이채)
          - Жена правнука: принцесса-консорт Хоейн из клана Сонджу И (회인군부인 성주이씨)

        - Правнук: И Чин, принц Совон (서원군 이친) (1413—1475)
          - Жена правнука: принцесса-консорт Ыриён из клана Кёнджу И (의령군부인 경주이씨)

        - Правнук: И Гап, принц Босон (보성군 이갑) (1416—1499) [19]
          - Жена правнука: леди Йи (이씨)

        - Правнук: Йи Мил, принц Накан (낙안군 이밀) (1417—1474)
          - Жена правнука: принцесса-консорт Янсан из клана Оньянг Ким (양산군부인 언양 김씨)

        - Правнук: И Чжон, принц Ёнчхон (영천군 이정) (1422 -?)
          - Жена правнука: принцесса-консорт Гвон из клана Ечхон Гвон (군부인 예천 권씨)

        - Правнук: И Уи, принц Вончхон (원천군 이의) (1423—1476)
          - Жена правнука: принцесса-консорт Джо из клана Пэкчхон Джо (군부인 백천 조씨)
          - Жена правнука: принцесса-консорт Джо из клана Ханьян Джо (군부인 한양 조씨)

    - Внук: И До, великий принц Чхуннён (충녕대군 이도) (15 мая 1397 г. — 8 апреля 1450 г.)
      - Жена внука: королева Сохён из клана Чхонсон Шим (12 октября 1395 — 19 апреля 1446) (소헌왕후 심씨)
        - Правнучка: принцесса Чонсо (정소공주) (1412—1424)
        - Правнук: наследный принц И Хян (왕세자 이향) (15 ноября 1414 г. — 1 июня 1452 г.)
          - Жена правнука: наследная принцесса Хви из клана Андонг Ким (휘빈 김씨) (1410—1429) [20]
          - Жена правнука: наследная принцесса Сун из клана Хэум Бонг (순빈 봉씨) (1414—1436)
          - Жена правнука: королева Хёндок из клана Андонг Гвон (현덕왕후 권씨) (17 апреля 1418 — 10 августа 1441)

        - Правнучка: принцесса Чонгуй (정의공주) (1415—1477)[21][22][23][24]
          - Муж правнучки: Ан Мэнг-дам, герцог Янхё, принц Ёнчан (양효공 연창군 안맹담) (1415—1462)

        - Правнук: И Ю, великий принц Суян (수양대군 이유) (2 ноября 1417 — 23 сентября 1468)
          - Жена правнука: королева Чонхуи из клана Папхён Юн (정희왕후 윤씨) (8 декабря 1418 — 6 мая 1483)

        - Правнук: И Ён, великий принц Анпхён (안평대군 이용) (18 октября 1418 г. — 18 ноября 1453 г.)
          - Жена правнука: принцесса-консорт Чон из клана Ёнил Чон (부부인 영일 정씨) (? — 31 мая 1453 г.)

        - Правнук: И Гу, великий принц Имён (임영대군 이구) (6 января 1420 — 21 января 1469)
          - Жена правнука: принцесса-консорт Нам из клана Уирён Нам.
          - Жена правнука: принцесса-консорт Джин из клана Чонджу Чхве (제안부부인 전주 최씨)
          - Жена правнука: принцесса-консорт Ан из клана Андонг Ан (부부인 안동 안씨)

        - Правнук: И Ё, великий принц Кванпхён (광평대군 이여) (2 мая 1425 г. — 7 декабря 1444 г.)
          - Жена правнука: принцесса-консорт Ёнгга из клана Пхёнсан Шин (영가부부인 평산 신씨)

        - Правнук: И Ю, великий принц Кымсон (금성대군 이유) (5 мая 1426 г. — 7 ноября 1457 г.)
          - Жена правнука: принцесса-консорт Вансан из клана Чонджу Чхве (완산부부인 전주 최씨)

        - Правнук: И Им, великий принц Пхёнвон (평원대군 이임) (18 ноября 1427 г. — 16 января 1445 г.)
          - Жена правнука: принцесса-консорт Каннён из клана Намьянг Хон (강녕부부인 남양 홍씨) (? — 1483)
          - Жена правнука: принцесса-консорт Тэбанг из клана Ёсан Сун (대방부부인 송씨) (? — 1507 г.)
          - Жена правнука: принцесса-консорт Чунсон из клана Чон (춘성부부인 정씨) [26]
          - Жена правнука: принцесса-консорт Ёнсон из клана Ким (연성부부인 김씨)

    - Внучка: принцесса Чонсон (정선공주) (1404 — 25 февраля 1424)
      - Муж внучки: Нам Хви, принц-консорт Уйсан (의산위 남휘) (? — 1454)
        - Правнук: Нам Бин (남빈)
          - Жена пранука: леди Хонг из клана Намьянг Хонг (남양 홍씨)

        - Правнучка: Леди Нам (남씨)

    - Внук: И Чжон, великий принц Соннён (성녕대군 이종) (3 августа 1405 г. — 11 апреля 1418 г.)
      - Жена внука: Леди Сон из клана Чаннён Сон (창녕 성씨)

    - Безымянный внук
    - Безымянный внук
    - Безымянный внук
    - Безымянный внук (1412—1412)
- Сын: И Бан Ён, великий принц Деокан (덕안대군 이방연) [27]
  - Приемный внук: И Чон-гун, принц Гымсан (금산군 이중군) (9 февраля 1413 г. — 18 сентября 1478 г.)Кёнсин-конджу
- Дочь: принцесса Кёнсин (경신공주) (? [29] — 29 апреля 1426 г.)
  - Зять: И Пэк-гён, внутренний принц Сангдан (상당부원군 이백경) из клана Чхонджу И (1363—1414)
    - Внук: И Би (이비, 李俾)
    - Внук: И Ху (이후) (? — 1428)
      - Жена внука: Леди И из клана Хансан И (한산 이씨)
- Дочь: принцесса Кёнсон (경선공주)[32]
  - Зять: Сим Чон, принц Чхонвон (청원군 심종) (? — 1418)[33]
    - Внучка: Леди Сим из клана Чхонсон Сим (청송 심씨)
      - Муж внучки: И Мён Син, герцог Канпён (강평공 이명신) (1392—1459)
        - Правнук: И Чу (이추, 李抽) (1417 -?)

## В искусстве
Роль королевы Синый исполняли южнокорейские актрисы:
- Тэ Хёнсиль в телесериале 1983 года «Основание королевства» (телеканал KBS)
- Ким Совон в сериале 1983 года «Король дворца Чудон» (телеканал MBC)
- Хан Ёнсук в сериале 1996 года «Слёзы дракона» (телеканал KBS2)
- Ли Докхи в сериале 2021 года «Король слёз — Ли Банвон» (телеканал KBS1).